# En dag jag möter på en enslig stig
En dag jag möter på en enslig stig är en sång med text och musik av Alfred Henry Ackley. Sången översattes 1950 av Gösta Blomberg.

## Publicerad i
- Frälsningsarméns sångbok 1968 som nr 138 under rubriken "Helgelse".
- Frälsningsarméns sångbok 1990 som nr 605 under rubriken "Strid och kallelse till tjänst".